# The Offer (Arrow)
The Offer es el décimo sexto episodio de la tercera temporada y sexagésimo segundo episodio a lo largo de la serie de televisión estadounidense de drama y ciencia ficción, Arrow. El episodio fue escrito por Beth Schwartz Y Brian Ford Sullivan y dirigido por Dermott Downs. Fue estrenado el 18 de marzo de 2015 en Estados Unidos por la cadena The CW.
Un agobiado por su último encuentro con Ra's al Ghul, Oliver vuelve a Ciudad Starling solo para encontrar que Michael Amar -un hombre conocido como Murmur y cuya boca ha sido cosida- está aterrorizando a los habitantes. Mientras tanto, Laurel y Nyssa descubren que tienen más en común gracias a los problemas con sus respectivos padres y Nyssa hace una oferta a Laurel. Por otra parte, Thea debe lidiar con la presencia de Malcolm en su loft cuando Oliver lo lleva para recuperarse y Quentin corta toda relación con Laurel y la Flecha.

## Elenco
- Stephen Amell como Oliver Queen/la Flecha.
- Katie Cassidy como Laurel Lance/Canario Negro.
- David Ramsey como John Diggle.
- Willa Holland como Thea Queen.
- Emily Bett Rickards como Felicity Smoak.
- Colton Haynes como Roy Harper/Arsenal.
- John Barrowman como Malcolm Merlyn/Arquero Oscuro.
- Paul Blackthorne como el capitán Quentin Lance.

## Continuidad
- El episodio marca la primera aparición de Michael Amar.

- Murmur es un personaje ficticio del universo DC, conocido principalmente por ser enemigo de Flash.

- Quentin Lance fue visto anteriormente en The Return.
- Ra's al Ghul ofrece a Oliver convertirse en su sucesor.
- Ra's al Ghul libera a Malcolm, Diggle y Oliver como señal de buena voluntad hacia Oliver.
- Ra's al Ghul confirma la existencia de las fosas de Lázaro.
- Quentin termina su sociedad con la Flecha.
- Nyssa deja Nanda Parbat tras enterarse de que su padre desea que Oliver tome su lugar.
- Quentin le dice a Laurel que no sabe si será capaz de perdonarla por haberle ocultado la muerte de Sara.
- Nyssa se ofrece a entrenar a Laurel.
- En el flashback a Hong Kong, Oliver cree ver a Shado.

## Desarrollo

### Producción
La producción de este episodio comenzó el 7 de enero y terminó el 15 de enero de 2015.

### Filmación
El episodio fue filmado del 16 de enero al 27 de enero de 2015.

## Recepción

### Recepción de la crítica
Jesse Schedeen de IGN calificó al episodio como grandioso y le otorgó una puntuación de 8.6, comentando: "The Offer tuvo un gran melodrama y construyó de él de una manera satisfactoria. El episodio dejó a Stephen Amell flexionar sus músculos dramáticos mientras Ollie abordó las recientes tragedias en su vida y meditó la idea de convertirse Ra's al Ghul. La actuación de Paul Blackthorne fue otro destacado en esta semana emocionalmente cargada. A pesar de los flashback de movimiento lento, y la base un tanto tambaleante para el cambio de opinión de Ollie, este episodio valió la pena la espera".